# Olive (텔레비전 채널)
올리브(Olive)는 대한민국의 방송 채널 이용 사업자인 CJ ENM 방송사업부문 계열의 채널이자 25세에서 44세까지의 여성층에 특화된 요리 및 라이프 텔레비전 채널이다.

## 개요
해당 채널의 첫 번째 소유자였던 동양그룹은 PP 중 처음으로 부도를 낸 뒤 1998년 7월 22일 법원으로부터 화의 개시 결정을 받아낸 GTV 인수 물망에 한때 거론됐지만 고용승계 문제가 걸림돌로 작용되어 무산됐다.
2004년 2월 2일 '온스타일'이란 채널을 개국해, 《오프라 윈프리 쇼》를 비롯한 미국의 주요 연예, 오락프로그램을 수급하여 방송하고 있으며, CJ ENM(당시 온미디어)가 보유한 영화와 드라마나 국내 드라마를 정기적으로 편성하고 있으며, 어쩔 때에는 미드도 간혹 편성되는 경우도 있다. 과거에는 일본 드라마도 편성했었다.
특히, 미국 현지에서 방송된 패션 디자이너 오디션 프로그램인 《프로젝트 런웨이》의 판권을 사들여 한국어판으로 번안한 《프로젝트 런웨이 코리아》가 2009년 2월에 방송을 시작하였다. 방송 초기에는 유료 방송 시청률 상위권에 오를 정도로 입지를 굳혔다.
2021년 5월 1일부터 온스타일이라는 채널은 Olive로 바뀌었으며, 원래 Olive였던 채널은 tvN STORY로 변경되었다.
그리고 2022년 5월 20일 新 Olive도 폐국한 뒤에 스포츠 전문 채널인 tvN SPORTS로 변경되었다.